# Krađa
Krađa je kazneno djelo koje po članku 228. Kaznenog zakona (Nar. nov, br. 125/11 i 144/12) čini onaj tko oduzme tuđu pokretnu i nepokretnu imovinu s ciljem da je protupravno prisvoji. 